# 폴리 홀리데이
폴리 홀리데이(Polly Holliday, 1937년 7월 2일 ~ )는 미국의 배우이다.

## 영화
- 모두가 대통령의 사람들
- 그렘린 (영화)
- 미세스 다웃파이어
- 페어런트 트랩 (1998년 영화)
- 스틱 잇
- 하트브레이크 키드
- 페어 게임 (2010년 영화)

## 텔레비전 시리즈
- 더 골든 걸스
- 맨하탄의 사나이
- 아빠 뭐하세요